# Adelheid van Susa

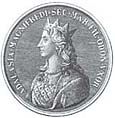
Adelheid van Susa

Adelheid van Susa (ook Adelaide, Adelais of Adeline; ca. 1014/1020 - Canischio, 19 december 1091) was een dochter van Manfred II van Turijn en diens vrouw Bertha d'Este. Omdat haar enige broer jong was overleden erfde zij positie van haar vader. Ze was gravin van Ivrea, Auriate, Aosta en Turijn, en ze had recht op het markgraafschap Turijn. Ze werd in haar opvoeding voorbereid op haar bestuurstaak, ze zou zelfs hebben geleerd met wapens om te gaan en ze had een eigen wapenrusting. Als vrouw was ze echter niet in een positie om de functie van markgraaf (die een militair karakter heeft) publiek op zich te nemen. Adelheid trouwde daarom driemaal zodat ze een man had die in haar plaats de functie kon uitoefenen. Na de dood van haar derde echtgenoot in 1059 had ze inmiddels voldoende eigen status, en goede banden met het keizerlijke hof, zodat ze wel zelfstandig als markgraaf kon optreden.
Als markgravin verplaatste Adelheid haar hof van Turijn naar Susa. Ze stichtte in 1064 de Mariakerk te Pinerolo. In 1070 en 1091 voerde ze een oorlog tegen de stad en de bisschop van Aosta. Ze was een belangrijke bemiddelaar tussen de paus en haar schoonzoon, keizer Hendrik IV. Als dank daarvoor kreeg ze het graafschap Bugey. Persoonlijk was zij een voorstander van de kerkhervorming en correspondeerde met vooraanstaande kerkelijke denkers. Dankzij hun invloed werden Hendriks pogingen om later van haar dochter Bertha van Savoye te scheiden, gedwarsboomd. Adelheid is begraven in de dom van Turijn.
Adelheid was getrouwd met:
- Herman IV van Zwaben. Van Herman en Adelheid is niet met zekerheid bekend of zij kinderen hadden. In genealogische reconstructies worden als mogelijke kinderen genoemd:
  - Gebhard, een Beierse edelman die was getrouwd met de erfdochter van Sulzbach.
  - Richwara, gehuwd met Berthold I van Zähringen
- Hendrik van Monferrato, uit dit huwelijk zijn geen kinderen bekend
- Otto van Savoye
  - Peter I van Savoye
  - Amadeus II van Savoye
  - Bertha van Savoye, getrouwd met keizer Hendrik IV van het Heilig Roomse Rijk
  - Adelheid (gestorven 1080), getrouwd met Rudolf van Rheinfelden
  - Otto, bisschop van Asti

## Voetnoten
1. ↑  Soms ook gegeven als 27 december.NORTHERN ITALY 900-1100. Gearchiveerd op 2 juni 2021.